# Sestrunj
Sestrunj er en ø i Adriaterhavet ved  Kroatiens kyst. Den ligger i øgruppen ud for byen Zadar mellem Ugljan, Rivanj og Dugi Otok. Øen har et areal på 11,1  km², og et folketal på 48 (2011). Den eneste landsby på øen, som også hedder Sestrunj, ligger i det indre område af øen, som er dækket af krat og lav skov. Hovederhverv  er landbrug og fiskeri.